# Попов Валерій Олександрович
Попов Валерій Олександрович (нар. 20 жовтня 1922, станиця Константинівська Ростовської обл., РРФСР – пом. 4 травня 1999,  Харків , Україна) радянський та український   фізик-теоретик, фахівець у галузі феромагнетиків, доктор фізико-математичних наук,  професор фізики, лауреат Державної премії УРСР у галузі науки і техніки (1971).

## Біографія
Народився 20 жовтня 1922 року у станиці Константинівської Ростовської обл. (зараз м.Константиновськ Ростовської обл.), з казацтва.
У період Другої Світової війни з перших днів нападу Німеччини на СРСР перебував на передовій, був учасником бойових дій на Ленінградському фронті. Восени 1941 року був поранений і потрапив у полон. Перебував у таборі військовополонених на території Фінляндії до жовтня 1944 року, коли його звільнили радянські війська.
У 1950 році закінчив з відзнакою фізико-математичний факультет Ростовського державного університету та отримав кваліфікацію фізика.

## Наукова та викладацька діяльність
Викладав фізику та математику у школі в м.Кемерово. З 1952 по 1957 рік працював у Ростовському педінституті викладачем на кафедрі теоретичної фізики.

В 1963 році отримав науковий ступінь кандидата фізико-математичних наук. Кандидатську дисертацію було виконано під керівництвом академіка Ахієзера О.І.

З 1963 по 1996 рік працював у Харківському фізико-технічному інституті низьких температур Академії Наук УРСР (пізніше НАНУ). Обіймав посади старшого, згодом провідного наукового співробітника. Був учасником багатьох союзних, українських та міжнародних конференцій, на яких виступав із доповідями. Готував кандидатів з фізико-математичних наук. Також Попов В.О. проводив активну громадську роботу в інституті.

В 1971 року став лауреатом Державної премії УРСР у галузі науки і техніки за цикл робіт «Відкриття, теоретичне та експериментальне дослідження проміжного стану антиферомагнетиків».

В 1979 році отримав науковий ступінь доктора фізико-математичних наук, в 1983 - наукове звання професора фізики.

З початку 1980-х викладав фізику в Харківському інституті інженерів залізничного транспорту.

З 1997 року працював як провідний науковий співробітник у Харківському фізико-технічному інституті Академії Наук України.

Проводив наукові дослідження в галузі термодинаміки двовісного антиферомагнетика в похилому магнітному полі, антиферомагнітного резонансу, теорії основних станів, енергетичних спектрів, орієнтаційних магнітних фазових переходів, теорії статики та динаміки неоднорідних магнітних станів, побудови еквівалентних електронів атомів та їхнього застосування у фізиці магнетизму і сегнетоелектриці, критичних точок фазових переходів.

Є автором та співавтором наукових статей.

З опублікованих статей видно, що Попов В.О. як теоретик вперше припустив незвичайну перебудову магнітних доменів у зовнішньому магнітному полі. І це особливий стан. Магнітні поля доменів шикуються перпендикулярно зовнішньому полю і тільки після цього стрибком усі приймають напрямок зовнішнього поля. Це відкриття було названо спін-флоп фазою у магнітних перебудовах доменів.

## Нагороди
- Державна премія України в галузі науки і техніки за цикл робіт «Відкриття, теоретичне та експериментальне дослідження проміжного стану антиферомагнетиків» (1971),
- Орден Вітчизняної війни II ступеня (1985)

## Сім'я
Батько Попов Олександр Іванович (1896 – 1942 рр.) був доцентом математики у Ростовському педінституті. Мати Попова (уроджена Редичкіна) Платоніда Стефанівна (1903 – 1988 рр.) із сім'ї 
донських козаків, викладала німецьку мову.
Спільно з дружиною Поповою (уродженою Рощупкіною) Елєонорою Леонідівною виховали дочок Вікторію, Олександрину та Людмилу.

## Вибрані публікації
- Олейник А.В., Поляков П.И., Попов В.А., Срыв антиферромагнитного резонанса на низких частотах в СuСl*2Н2O в наклонном магнитном поле и критический угол фазового перехода первого рода, Физика твердого тела, 1986, том 28, выпуск 9, 2635–2643
- Логинов А.А., Попов В.А., Фазовая диаграмма синглет-триплетного гайзенберговского ферромагнетика, Физика твердого тела, 1985, том 27, выпуск 2, 428–431
- Кулешов В.С., Логинов А.А., Попов В.А., Особенности электродинамических свойств неоднородных магнитных состояний, Физика твердого тела, 1984, том 26, выпуск 7, 2127–2130
- Олейник А.В., Поляков П.И., Попов В.А., Антиферромагнитный резонанс в неоднородном промежуточном состоянии (АС) — пластинки СuСl*2Н2O, Физика твердого тела, 1988, том 30, выпуск 1, 283–285
- Логинов А.А., Попов В.А., Магнон-магнонные взаимодействия в гайзенберговском антиферромагнетике и принцип Адлера, Физика твердого тела, 1988, том 30, выпуск 5, 1565–1567
- Олейник А.В., Поляков П.И., Попов В.А., Анизотропия угла срыва АФМР и кристаллического угла магнитного фазового перехода в СuСl*2Н2O, Физика твердого тела, 1992, том 34, выпуск 2, 679–681
- Олейник А.В., Поляков П.И., Попов В.А., Влияние формы образца на антиферромагнитный резонанс в СuСl*2Н2O при опрокидывании магнитных подрешеток, Физика твердого тела, 1992, том 34, выпуск 9, 2851–2860
- Попов В.А., Скиданенко В.И. Особенности резонансных свойств при опрокидывании магнитных подрешеток антиферромагнетика в наклонном поле. Препринт, ФТИНТ АН УССР. Харьков, 1972. 20 с.
- Олейник А. В., Поляков П. И., Попов В. А. Антиферромагнитный резонанс в СиС12 -2Н2 0 и спин-флоп фазовый переход в магнитном поле вблизи трудной плоскости. Препринт Дон ФТИ АН УССР. Донецк, 1983. 30 с.
- Галкин А.А., Ветчинов А.В., Даньшин Н., Попов В.А., Высокочастотные свойства дигидрата хлорида меди в широкой области частот и магнитных полей, ФНТ, 1981,т. 7, No 10, с. 1314—1324.
- Попов В.А., Скиданенко В.И. Физика конденсированного состояния. Изд-во ФТИНТ АН УССР, 1970, No 7, с. 49—80.
- Барьяхтар В.Г., Галкин А.Л., Ковнер С.Я., Попов В.А. ДАН СССР, 1970, т. 190, No 5, с. 1056—1058.
- Логинов А.А., Попов В.А. Экситон-магнонное взаимодействие в антиферромагнетиках и его влияние на энергетический спектр зкситонов, ФНТ, 1981, т. 7, No 1, с. 88-99.
- Зароченцев Е.Я., Попов В.А. ФММ, 1966, т. 22, No 4, с. 487—497.
- Олейник А.В., Поляков П.И., Попов В.А. Препринт ДонФТИ. 1990. No 24. с. 41
- Барьяхтар В.Г., Попов В.А. ФММ, 1972, т. 34, в. 1, с. 5—11.
- Галкин А.А., Ковнер С.Я., Попов В.A. Phys. St. Sol., 1973, vol. 57, N 2, p. 485— 495.
- Попов В.А., Скиданенко В.И. УФЖ, 1974, т. 19, No 3, с. 387—396.
- V.G.Bar'yakhtar, A.E.Borovik, and V.A.Popov, Theory of the Intermediate State of Antiferromagnets, JETP, 1972, v. 62, No 6, p. 2233—2242
- V.G.Bar'yakhtar, A.A.Galkin, S.N.Kovner, and V.A.Popov, Low frequency antiferromagnetic resonance in copper chloride dihydrate and phase transitions, JETP 1970, v. 58, No 2, p. 494-506